# Topuszkai ciszterci apátság
A topuszkai Boldogságos Szűz Mária cisztercita apátság az egyik legjelentősebb 13. századi szakrális épületegyüttes Horvátországban, Sziszek-Monoszló megyében, Topuszka városában. Első és egyetlen régészeti feltárását 1877 és 1879 között végezték, de ez nem volt teljeskörű. Több horvátországi múzeum őriz innen származó töredékeket, melyek az építés több szakaszát jelzik. A kolostort a 16. században a szerzetesek végleg elhagyták. Az épületegyüttesből mára csak a templom nyugati homlokzata maradt meg, míg a többi a föld alatt van és feltárásra vár.

## Fekvése
Az apátság templomának romja Topuszka városának központjában, az Opatovina parkban áll. A maradványok többi része a park területén a föld alatt van.

## Története
A topuszkai Boldogságos Szűz Mária cisztercita apátságot II. András király alapította 1205-ben, amikor a franciaországi Clairvaux-ból ciszterci szerzeteseket telepített ide és a monostornak adta a Gora ispánság csaknem egész területét. Az építkezés nem ment zökkenőmentesen, mert 1211-ben András király egy oklevelében arról ír, hogy folytatni kell a kolostor építését, 1219-ben pedig Theobald apát kérvényezi a rendfőnöktől, hogy engedélyezze az apátság székhelyének máshová történő áthelyezését. A szentély fennmaradt kőtöredékei a 13. század elejére jellemző bordás boltozatból származnak, míg a nyugati homlokzat közeléből származó boltozat töredékei az 1300 körüli időszakra utalnak.
A kétféle bordázat nyilvánvalóan az épület két építési szakaszát jelenti. Úgy tűnik, hogy a román stílusú szentély és a gótikus nyugat homlokzat között olyan esemény történt, ami miatt az épületet részben újjá kellett építeni. Ez az esemény minden bizonnyal az 1241-1242-ben lezajlott tatárjárás volt. Nincs világos írásos adatunk arról, hogy a tatárok károsították-e a ciszterci kolostort, de figyelembe kell venni, hogy Topuszka Zágrábtól Split felé vezető út, a „via magna” mentén található, egyúttal a Zengg felé vezető út egyik elágazása is itt volt. A topuszkai ciszterci templom építési munkálatairól szól az a tény is, hogy 1282-ben Babonić István szlavón bán egy oklevelében arról beszél, hogy a Szent Kereszt tiszteletére oltárt alapított a topuszkai ciszterci templom szentélyében és a szerzeteseknek a könnyebb megélhetés érdekében földet adományozott. 1342. február 5-én a harangtornyot villámcsapás érte, mely emiatt teljesen leégett. Valószínű, hogy ez a harangtorony valamilyen fából ácsolt konstrukció volt.
A 15. század végén, és még inkább a 16. század folyamán a törökök többször betörtek Topuszka vidékére, ezért a ciszterciek elhagyták a kolostort. Az első betörés 1403 és 1408 között, a második pedig a 15. század közepén történt. A távozó szerzetesek a kolostort a zágrábi püspökségnek adták át. 1534-ben Ferdinánd király a török elleni harcok támogatásaként a topuszkai birtokot Keglevićnek Péternek adta. Keglević valószínűleg nyomban hozzálátott a kolostor megerősítéséhez. Az épületegyüttes köré négyszög alaprajzú erődítményt emeltetett, melynek sarkait valószínűleg félkörös tornyok erősítették. Ennek az erődítésnek a falát a 19. századi ásatás részben feltárta, de egykori formájának tisztázásához további ásatásokra lenne szükség. Keglević korának híres hadvezére, horvát bán és Bihács kapitánya volt, aki számos erődítményt épített a horvát Krajinában. Ebben az időben a kolostor többször látta vendégül a szábor képviselőit is. A török veszély elmúltával az épületegyüttes elveszítette jelentőségét. Anyagát a 18. században és a 19. század elején a környező házak építéséhez hordták el, mára csak egy magas falcsonkja maradt, mely az apátságról elnevezett Opatovina parkban áll. Mindorfer apát sírköve ma a Zágrábi Régészeti Múzeum lapidáriumában látható. Két nagyobb kőtöredéket a Horvátfalu felé vezető út híd kőkorlátjába, két másikat pedig az új irodaépületbe építettek be.

## A kolostor és templom kutatása
Ma a kolostor temploma nyugati homlokzatának egy 23 méter magas darabja látható. Fennmaradása Ferenc császár 1818-as itteni látogatásának köszönhető, aki miatt az épületnek ezt a darabját régi látványosságként megőrizték. 1877-ben Mollinary báró, a határőrvidék katonai kormányzója indította el azokat az ásatásokat, amelyek feladata a ciszterci templom és kolostor egykori kiterjedésének meghatározása volt. Az ásatás vezetője ekkor egy Erben nevű mérnöksegéd volt. Az ásatás 1879-ben most már egy szakember, a zágrábi régészeti múzeum akkori vezetője Sime Ljubić irányításával folytatódott. 1966-ban konzerválási munkákat végeztek a maradványokon, melyek során kutatóárkokat ástak a falak helyzetének megállapításához. Az épületegyüttes és az egykori erődítések maradványainak legnagyobb része a mai napig nincs feltárva, így teljes kiterjedéséről és szerkezetéről csak egy tervszerű régészeti feltárás nyújthat bővebb információkat.